# Don Nelson Page
Don Nelson Page (Bethel, Estados Unidos, 31 de diciembre de 1948) es un físico teórico canadiense de la Universidad de Alberta nacido en los Estados Unidos.

## Trabajo
El trabajo de Page se centra en la cosmología cuántica y la física gravitacional teórica, y se destaca por ser un estudiante de doctorado del eminente profesor Stephen Hawking, además de publicar varios artículos de revistas con él. Page obtuvo su licenciatura en William Jewell College en los Estados Unidos en 1971, obteniendo una maestría en 1972 y un doctorado en 1976 en Caltech . Siguió esto con una maestría en Cambridge, que recibió en 1978.
Su carrera profesional comenzó como asistente de investigación en Cambridge desde 1976-1979, seguido de un profesor asistente en Penn State desde 1979-1983, y luego profesor asociado en Penn State hasta 1986 antes de asumir el título de profesor en 1986. Page pasó cuatro años más en Penn State antes de mudarse para convertirse en profesor en la Universidad de Alberta en Canadá en 1990.

## Premios y honores
En 2012 Page se convirtió en miembro de la Royal Society of Canada.

## Puntos de vista religiosos
Page es un cristiano evangélico. Al comentar sobre el debate entre William Lane Craig y Sean Carroll en 2014, afirma en una publicación invitada en el sitio web de Carroll que: "... en vista de toda la evidencia, incluida la elegancia de las leyes de la física, la existencia de Experiencias sentimentales ordenadas, y la evidencia histórica, creo que Dios existe y creo que el mundo es realmente más simple si contiene a Dios de lo que hubiera sido sin Dios ". En el mismo post, critica el argumento cosmológico Kalam de William Lane Craig, diciendo que "es altamente dudoso metafísicamente, dependiendo de las intuiciones contingentes (es decir, la primera premisa) que hemos desarrollado al vivir en un universo con leyes físicas relativamente simples y con un fuerte flecha termodinámica del tiempo ".